# Zhu (祝)
Zhu 祝 is een Chinese achternaam. De naam wordt in Hongkong door HK-romanisatie Chuk. Zhu 祝 staat op de 126e plaats in de Baijiaxing. De achternaam Zhu komt meer voor, wordt met pinyin hetzelfde geschreven, maar in Chinees schrift verschillend. Daar zijn nog
- Zhu (朱), veel voorkomende achternaam
- Zhu (诸)
- Zhu (竺)